# Comtés unis de Prescott et Russell
Pour les articles homonymes, voir Prescott et Russell.
Les Comtés unis de Prescott et Russell (CUPR) (en anglais : United Counties of Prescott and Russell) est une municipalité régionale de l'Est de l'Ontario, au Canada. La Corporation des Comtés unis de Prescott et Russell est créée en 1820 afin de desservir les municipalités alors comprises sur son territoire. L'entité, qui compte environ 89 300 habitants, est une des principales régions franco-ontariennes.

## Géographie
Prescott et Russell se situe dans les basses terres du Saint-Laurent sur la rive droite du cours inférieur de la rivière des Outaouais. Ce cours d'eau constitue la frontière naturelle entre l'Ontario et le Québec. À l'est, la frontière interprovinciale devient terrestre, bornant les cantons unis et la municipalité régionale de comté (MRC) de Vaudreuil-Soulanges. Les comtés unis sont par ailleurs bornés à l'ouest par la ville d'Ottawa et au sud par les comtés unis de Stormont, Dundas et Glengarry. Au nord, sur la rive opposée de l'Outaouais se trouvent la ville québécoise de Gatineau de même que les MRC de Papineau et d'Argenteuil. La superficie terrestre est de 2 004,47 km2. La forêt Larose est l'une des plus grandes forêts plantées au Canada, avec plus de 18 millions d'arbres plantés depuis 1928.

## Urbanisme
La Cycl-o-Route est un circuit cyclable d'une longueur de 200 km à travers les comtés unis de Prescott et Russell ainsi que les MRC de Papineau et d'Argenteuil au Québec, inauguré en 2013.

## Histoire
En Nouvelle-France, le Français Étienne Brûlé est le premier Européen à remonter le cours de l'Outaouais et à explorer la région. La Seigneurie de la Pointe-à-l'Orignal est concédée en 1674.

## Politique et administration

### Niveau régional et local
Le conseil des Comtés unis de Prescott et Russell adopte un drapeau régional en 2013. Le drapeau comporte le logotype de la corporation municipale, les mots «Prescott» et «Russell» de même qu’une feuille d’érable. Les couleurs du drapeau sont le vert et le brun, reprenant celles du logotype et représentant respectivement l’agriculture et la terre, qui expriment le caractère et l’essence de la région.
Huit municipalités forment les Comtés unis de Prescott et Russell. Chacune d'elles regroupe une ou plusieurs localités.
| Code  | Nom                   | Désignation  | Constitution | Superficie terre (km2) | Population 2016 | Densité (hab./km2) | Localités |
| ----- | --------------------- | ------------ | ------------ | ---------------------- | --------------- | ------------------ | --- |
| 02001 | Hawkesbury Est        | Canton       |              | 235,18                 | 3 296           | 14,0               | Chute-à-Blondeau • Pointe-Fortune • Saint-Eugène • Sainte-Anne-de-Prescott                                              |
| 02008 | Hawkesbury            | Ville        |              | 9,46                   | 10 263          | 1 067,3            | Hawkesbury |
| 02010 | Champlain             | Canton       |              | 207,24                 | 8 706           | 42,0               | L'Orignal • Vankleek Hill                                                                                               |
| 02023 | Alfred et Plantagenet | Canton       |              | 392,45                 | 9 680           | 24,7               | Alfred • Curran • Lefaivre • Plantagenet • Treadwell • Wendover                                                         |
| 02025 | La Nation             | Municipalité |              | 658,03                 | 12 808          | 19,5               | Forest Park • Fournier • Limoges • Riceville • Saint-Albert • Saint-Bernardin • Saint-Isidore • Sainte-Rose-de-Prescott |
| 02036 | Clarence-Rockland     | Cité         |              | 297,86                 | 24 512          | 82,3               | Bourget • Cheney • Clarence Creek • Hammond • Rockland • Saint-Pascal-Baylon                                            |
| 02044 | Casselman             | Village      |              | 5,17                   | 3 548           | 693,4              | Casselman |
| 02048 | Russell               | Canton       |              | 199,06                 | 16 520          | 83,0               | Embrun • Limoges • Marionville • Russell                                                                                |
| 02    | Prescott et Russell   | Comtés unis  |              | 2 004,44               | 89 333          | 44,6               | |

### Représentation provinciale et fédérale
Le territoire de Prescott et Russell est compris dans la circonscription électorale fédérale de Glengarry-Prescott-Russell et dans la circonscription électorale provinciale du même nom.

## Démographie

Proportion d'habitants utilisant « surtout » ou « uniquement » le français à la maison lors du recensement de 2016.

Au recensement du Canada de 2016, la population totale s'élève à 89 333 habitants, soit une hausse de 3 852 personnes (4,6 %) entre 2011 et 2016. La densité brute de la population est de 44,6 habitants/km2 pour l'ensemble de la municipalité. Le parc résidentiel s'élève à 36 783 logements privés, dont 135 389 sont occupés par des résidents habituels,.
Évolution de la population totale, 1991-2016
Il s'agit du seul comté à majorité de langue française de l'Ontario, les Francophones formant les deux tiers de la population (soit environ 50 000 personnes). Les Comtés unis de Prescott et Russell rassemble 10 à 20 % de la population francophone totale de l'Ontario (estimée entre 400 000 et 500 000 personnes).
Le revenu moyen par ménage dans le comté était de 60 536 $ et le revenu moyen par famille était de 86 940 $. Les hommes ont un revenu moyen de 35 397 $ contre 21 750 pour les femmes.
Les langues officielles de Prescott et Russell sont le français et l'anglais.
La langue maternelle selon le recensement de 2011 est:
| # | Langue maternelle          | Locuteurs | %     |
| - | -------------------------- | --------- | ----- |
| 1 | Français seulement         | 54 105    | 64,15 |
| 2 | Anglais seulement          | 26 115    | 30,96 |
| 3 | Anglais et Français        | 1 425     | 1,69  |
| 5 | Autre(s) langue(s)         | 2 695     | 3,20  |
| - | Population totale recensée | 84 340    | 100   |

## Économie
La relève pose un problème important pour l’avenir de l’agriculture dans la région de Prescott et Russell, compte tenu du vieillissement des agriculteurs. La valeur des terres agricoles a doublé entre 2008 et 2012, le prix des quotas et l’investissement dans la machinerie agricole sont importants. La propriété se concentre aux mains de corporations étrangères et les exploitations deviennent de plus en plus grandes. Les comtés unis de Prescott et Russell comptent trois chambres de commerce, deux à Hawkesbury et Rockland, la troisième, la Chambre de commerce de Prescott-Russell, auparavant connue sous le nom de Chambre de commerce ESTIC, dessert les municipalités de Russell, La Nation et Casselman. L'organisme Tourisme Prescott Russell est responsable de la promotion touristique des attraits du comté.

## Culture
L'Association canadienne-française de l'Ontario de Prescott et Russell est constituée en 1973. Les principaux équipements culturels du comté comprennent le Centre culturel Le Chenail à Hawkesbury, les galeries Sienna et Arbor, ainsi que la poterie Embrun.
Les Comtés unis de Prescott et Russell entendent instaurer un conseil des arts dans la région. Le plan culturel vise à accroître la capacité d'appui au développement culturel, la mise en place d'une organisation indépendante de représentation du milieu culturel, la mise en place d'un financement des arts et de la culture, le renforcement de l'image de marque régionale par la culture ainsi que l'amélioration de la présence de la culture dans la région.
Les principaux lieux patrimoniaux et culturels de Prescott et Russell comprennent le Musée de Clarence-Rockland, l'église Très-Sainte-Trinité, l'ancienne prison de l'Orignal.

## Société
Les principales associations des Comtés unis de Prescott et Russell comprennent entre autres le Centre Novas-CALACS francophone de Prescott-Russell et la Coalition de Prescott-Russell pour éliminer la violence faite aux femmes.

### Personnalités
- André Benoit (joueur professionnel de hockey sur glace)
- Don Boudria (1949-), ministre
- Raymond Bruneau (ancien député fédéral libéral)
- Roch Castonguay, comédien
- Paul-Émile Rochon (médecin)
- Denis Éthier (ancien député fédéral libéral)
- Viateur Éthier (ancien député fédéral libéral)
- Osie F.Villeneuve (ancien député fédéral conservateur)
- Jean-Marc Lalonde, député provincial de Glengarry-Prescott-Russell
- Yvon Malette (auteur)
- Jacques Martin (entraîneur de hockey)
- Christiane Ouimet (commissaire à l'intégrité du secteur public du Canada)
- Dyane Adam (1953-), commissaire aux langues officielles du Canada
- Bob Hartley (1960-), entraîneur de la Ligue nationale de hockey